# 土屋恵一郎
土屋 恵一郎（つちや けいいちろう、1946年12月23日 -　）は、日本の法学者（法哲学）、演劇評論家。前明治大学学長、名誉教授、博士（法学）。教務理事。観世文庫理事。北京大学日本文化研究所顧問。

## 人物
東京都墨田区向島出身。1969年明治大学法学部卒業、法学研究科博士課程単位取得満期退学。明治大学法学部助教授、教授をへて、学長を2020年まで務め、名誉教授。中村雄二郎のもとでハンス・ケルゼン、ジェレミ・ベンサムなどの研究をするかたわら、能を中心とした演劇研究の「橋の会」に参加し、身体論とりわけ舞踏・舞踊・ダンスについての評論があり、1990年『能 現在の芸術のために』で芸術選奨新人賞受賞。芸術選奨選考委員。
一時はベンサムを通して独身論を試みていたが、本人は婚姻している。法哲学については、主流の法哲学とは一線を画した研究をおこなっている。『正義論/自由論』は宮崎哲弥によって、分かりにくい比喩で余計分かりにくくしていると評された。岩波書店との関係が深く、能楽界に人脈が豊富である。
2022年に書籍『独身者の思想史：ロック・ヒューム・ベンサム 増補版』を博士論文として提出（論文博士）し、亀本洋を主査に博士（法学）を取得した。
2024年、瑞宝重光章受章。

## 著作

### 単著
- 『社会のレトリック 法のドラマトゥルギー』新曜社 1985
- 『能 現在の芸術のために』新曜社 1989　のち岩波現代文庫、「能、世阿弥の現在」角川ソフィア文庫
- 『元禄俳優伝』岩波書店 1991 　のち岩波現代文庫
- 『ダンスの誘惑』青土社 1992
- 『勅使河原蒼風』河出書房新社 1992
- 『独身者の思想史 イギリスを読む』岩波書店 1993
- 『ベンサムという男 法と欲望のかたち』青土社 1993　「怪物ベンサム 快楽主義者の予言した社会」講談社学術文庫
- 『正義論/自由論 無縁社会日本の正義』岩波書店 1996　のち現代文庫
- 『ポストモダンの政治と宗教』岩波書店 1998
- 『処世術は世阿弥に学べ!』岩波アクティブ新書 2002
- 『能、ドラマが立ち現れるとき』角川選書 2014
- 『世阿弥 風姿花伝』NHK「100分de名著」ブックス 2015
- 『独身者の思想史 ロック・ヒューム・ベンサム 増補版』新曜社 2022

### 聞き書き
- 『能楽囃子方五十年 亀井忠雄聞き書き』山中玲子とともに聞き手 岩波書店 2003
- 『狂言三人三様』岩波書店、2003 
  - 野村萬斎の巻 茂山千作の巻 野村万作の巻
- 『幻視の座　能楽師・宝生閑聞き書き』岩波書店、2008

### 共著
- 『知の橋懸り—能と教育をめぐって』中沢新一との共著 明治大学出版会 2017

## 註
1. ↑  宮崎『「自分の時代」の終わり』104P
2. ↑  土屋恵一郎『独身者の思想史 : ロック・ヒューム・ベンサム』 明治大学〈博士(法学) 乙第566号〉、2022年。NAID 500001555363。2023年8月21日閲覧。
土屋恵一郎『独身者の思想史 : ロック・ヒューム・ベンサム』（増補版）新曜社、2022年。ISBN 9784788517530。 NCID BC12559657。全国書誌番号:23650447。
3. ↑  『官報』号外第106号、令和6年4月30日
4. ↑  “令和6年春の叙勲 瑞宝重光章受章者” (PDF).  内閣府. p. 2 (2024年4月29日). 2024年5月7日閲覧。